# Rádžnát Singh
Rádžnáth Singh (* 10. července 1951 Bhabhaura, Uttarpradéš) je indický politik za Indickou lidovou stranu a dřívější prezident strany. Sloužil jako poslanec horní i dolní komory indického parlamentu, hlavní ministr svazového státu Uttarpradéš a ministr dopravy, zemědělství a vnitra ve vládách Atala Bihárího Vádžpejího a Naréndry Módího. Od května 2019 je indickým ministrem obrany.

## Život a politická kariéra

### Mládí a počátek kariéry
Narodil se do zemědělské rodiny ve vesnici Bhabhaura v indickém státě Uttarpradéš; má bratra Jaipala. Po vzdělávání na místní škole absolvoval studium fyziky na Górakhpurské univerzitě.
Politickou kariéru započal jako člen hinduistické nacionalistické organizace Ráštríj svajamsévak sangh (RSS). Do organizace vstoupil už ve třinácti letech, v období 1969–1971 byl organizačním tajemníkem mládežnické sekce, v roce 1972 se stal jejím funkcionářem ve uttarpradéšském městě Mirzápur. V roce 1974 byl jmenován tajemníkem mirzapurské organizace strany Bháratíja džana sangh (BJS), předchůdkyně strany Bháratíja džantá (BJP) a o rok později se stal místním vůdcem strany.
V polovině 70. let jej ovlivnilo lidové protestní hnutí JP politického předáka Džajprakáše Nárájana a vstoupil do strany Džanta; v roce 1975 byl během výjimečného stavu ministerské předsedkyně Indiry Gándhíové a vlny zatýkání představitelů opozice zatčen a dva roky vězněn. Po svém propuštění v roce 1977 byl zvolen za Mirzápur do zákonodárného sboru.

### Po vstupu do Indické lidové strany
V roce 1980 vstoupil do v té době nově založené Indické lidové strany, rychle postupoval po stranickém žebříčku a v roce 1988 byl zvolen až do Legislativní rady Uttarpradéšu, horní komory zákonodárného sboru tohoto svazového státu. V letech 1991–1993 byl uttarpradéšským ministrem školství, v roce 1994 byl za Uttarpradéš zvolen do horní komory indického parlamentu (poslancem byl do roku 2001 a pak opětovně v období 2002–2008). V letech 1999–2000 byl indickým ministrem dopravy v kabinetu Atala Bihárího Vádžpejího, v období 2000–2002 byl hlavním ministrem Uttarpradéše. V letech 2003–2004 byl ve Vádžpejího kabinetu ministrem zemědělství.

### Po roce 2005
Po ztrátě moci Bháratíja džantá a odchodu do opozice po všeobecných volbách v roce 2004 se Singh v roce 2005 stal prezidentem strany. Posiloval zejména její ukotvení na hinduistickou nacionalistickou ideologii hindutva. Na vedení strany rezignoval poté, co Národně demokratická aliance, společná koalice Bháratíja džantá a dalších stran, nevyhrála další všeobecné volby v roce 2009. Prezidentem strany byl opětovně v letech 2013–2014, rezignoval kvůli nominaci na post ministra vnitra (2014–2019) ve vládě Naréndry Módího. Od roku 2009 až do současnosti (2020) je poslancem dolní komory parlamentu.
Od roku 2019 je indickým ministrem obrany v Módího kabinetu. K jeho snahám patří zvýšení rozpočtu na obranu, dále snížení dovozu a zvýšení vývozu indických zbraní. Dokončil dohodu svého předchůdce Manohara Parrikara s Francií o dodání moderních stíhaček Rafale (první stroje byly dodány v říjnu 2019, resp. v červenci 2020) a v roce 2020 řešil letní potyčku na čínsko-indických hranicích.